# .ac
.ac este un domeniu de internet de nivel superior, pentru Insula Ascension (ccTLD). Este administrat de NIC.AC, o filială a Internet Computer Bureau cu sediul în Anglia. Înregistrarea acestor domenii este deschisă tuturor.
.ac este de asemenea domeniu de nivel mediu pentru instituțiile academice cum sunt universitățiile, în unele țări cum ar fi Anglia (.ac.uk), Japonia (.ac.jp), Belgia (.ac.be), și altele. Multe țări folosesc .edu pentru aceleași scopuride exemplu .edu.au în Australia, .edu.my în Malaezia. Totuși alte țări (de exemplu Franța și Elveția), nu mențin un domeniu de nivel mediu special pentru instituțiile academice. Fiecare instituție va avea propriul domeniu de nivel mediu (cum ar fi sorbonne.fr pentru Sorbonne, sau tum.de pentru Universitatea Tehnică München)